# Salix cantabrica
Espèce
Classification APG III (2009)
Salix cantabrica, le Saule des Cantabriques, est une espèce de plantes à fleurs de la famille des Salicaceae. C'est un saule qui se rencontre en Espagne.

## Description
Le Saule des Cantabriques est un arbuste ressemblant à Salix bicolor qui atteint la taille de 2 à 3 m de haut. Les rameaux adultes sont noirs et glabres, rouge sombre en partie grisâtres. Les feuilles mesurent de 5 à 10 × 1-3 cm, sont ovalo-lancéolées et dentées. Les bractées florales sont très velues. Les chatons mâles sont cotonneux, les chatons femelles présentent des pistils tomenteux, un long style et des stigmates bifides.

## Habitat
L'espèce est présente en bordure des cours d'eau, en zone sujette aux inondations, à une altitude comprise entre  700 et 1 800 mètres, dans la  cordillère Cantabrique, le pic d'Urbión et dans les Pyrénées.

## Taxonomíe
Salix cantabrica est décrite par Karl Heinz Rechinger et publiée dans Oesterr. Bot. Z. 109: 374, en (1962).
Cytologie
Chromosomie de S. cantabrica, (Fam. Salicaceae) et taxons infraspécifiques : 2n = 76.
Étymologie
Salix: nom générique latin latin pour le saule.
cantabrica: épithète géographique qui fait allusion à sa localisation dans les Cantabriques.

## Nom vernaculaireen Espagne
- Castillan : salce, salcera, salcino, salguera, salguera serrana[3].